# 1622 w muzyce
Wydarzenia muzyczne w 1622 roku.

## Nowe dzieła
- Francesca Caccini - Il martirio di Sant'Agata
- Salamone Rossi - Il quarto libro de varie sonate, sinfonie, gagliarde, branle, e corrente per sonar due violini, et un chittarone o altro stromento simile

## Urodzili się
- Gaspar de Verlit, belgijski kompozytor